# Juan Gardeazábal
Juan Gardeazabal Garay "Juanito" (Bilbao, Vizcaya, España (27 de noviembre de 1923 - 21 de diciembre de 1969) fue un árbitro de fútbol internacional.
En la temporada 1946-1947 hace su debut en Segunda Categoría Regional, dirigiendo el encuentro Ceberio-Zamudio. Tras sucesivos ascensos, actúa por fin en Primera División en la temporada 1952-1953 con el partido Coruña-Sevilla, categoría en la que se mantuvo durante diecisiete temporadas, en las que actuó como juez principal en doscientas treinta y tres ocasiones.
En 1954 recibió el nombramiento de árbitro internacional interviniendo como juez de línea en el Francia-Bélgica, para arbitrar por primera vez como juez absoluto, en 1955, el Escocia-Portugal.
Participó en tres Campeonatos del Mundo (Suecia 1958, Chile 1962 e Inglaterra 1966), en los que dirigió un total de siete partidos como árbitro principal y seis como juez de línea.
Gardeazabal murió recién cumplidos los 46, el 21 de diciembre de 1969, por un cáncer de estómago detectado unos meses antes. Su jubilación estaba próxima, pues la norma obligaba a colgar el silbato a los 47 años. Su prematura desaparición le privó de asistir al Mundial de México, que hubiese sido el cuarto en su brillante currículum, el broche a una trayectoria con un centenar de partidos de selecciones y torneos continentales.

## Citas internacionales
Participó en 3 citas mundialistas:
Copa Mundial de Fútbol de 1958:
Francia 7:3 (2:2) Paraguay
8 de junio de 1958 - Idrottsparken, Norrköpping.
Asistencia: 16.518 espectadores.

1/4 FINAL
Francia  4:0 (1:0)  Irlanda del Norte
19 de junio de 1958 - Idrottsparken, Norrköpping.
Asistencia: 11.800 espectadores.

Copa Mundial de Fútbol de 1962:
Argentina 1:0 (1:0) Bulgaria
30 de mayo de 1962 - Est. Braden Cooper Co., Rancagua.
Asistencia: 7.134 espectadores.

Hungría 6:1 Bulgaria
3 de junio de 1962 - Est. Braden Cooper Co., Rancagua.

TERCER PUESTO
Chile  1:0 (0:0)  Yugoslavia
16 de junio de 1962 - Est. Nacional, Santiago.
Asistencia: 67.000 espectadores.

Copa Mundial de Fútbol de 1966:
Unión Soviética 3:0 (2:0) Corea del Norte
12 de julio de 1966 - Ayresome Park, Middlesbrough.
Asistencia: 23.000 espectadores.

1/4 FINAL
Unión Soviética  2:1 (1:0)  Hungría
23 de julio de 1966 - Roker Park, Sunderland.
Asistencia: 36.000 espectadores.

Copa Intercontinental 1967
Celtic Football Club 1:0 Racing Club
18 de octubre - Hampden Park, Glasgow.
Asistencia: 170.000 espectadores.

## Primera División
Debutó como árbitro de la Primera División de España: 19/10/1952.
Es el tercer árbitro en número de partidos dirigidos en la Primera División: 233. 146 victorias locales, 45 empates y 42 victorias visitantes.
| Temporada | N.º Partidos |
| --------- | ------------ |
| 52-53     | 11           |
| 53-54     | 13           |
| 54-55     | 12           |
| 55-56     | 11           |
| 56-57     | 13           |
| 57-58     | 15           |
| 58-59     | 17           |
| 59-60     | 12           |
| 60-61     | 12           |
| 61-62     | 12           |
| 62-63     | 10           |
| 63-64     | 11           |
| 64-65     | 17           |
| 65-66     | 13           |
| 66-67     | 17           |
| 67-68     | 23           |
| 68-69     | 14           |